# スーパーロボット大戦UX
『スーパーロボット大戦UX』（スーパーロボットたいせんユーエックス）は、バンダイナムコゲームスより2013年3月14日に発売されたニンテンドー3DS用シミュレーションRPG。
キャッチコピーは「すべての可能性が、ここに集う」。

## 概要
SDで表現されたロボットたちが競演するクロスオーバー作品「スーパーロボット大戦シリーズ」の一つ。シリーズ初のニンテンドー3DS用ソフト。DS系ハードでは初めてとなる、戦闘シーンのフルボイス演出を採用。アニメーションは裸眼立体視に対応している。グラフィックもニンテンドーDSとの解像度の違いもあり、全てが新規描き起こしとなった。これまでの携帯機シリーズでは、会話文などのフォントはオリジナルのものであったが、今作ではフォントワークスのロダンNTLGを使用している。
タイトルの「UX」は登場組織「アンノウン・エクストライカーズ」の略称であり、またアルファベット1文字でのネタが尽きてきたことから2文字となっている。
シリーズでは初めてゲーム機本体（ニンテンドー3DS LL）との同梱版も発売。また、同シリーズ初の有料ダウンロードコンテンツ対応ソフトでもあり、発売日後より各キャンペーンマップ（ツメスパロボ・サブシナリオ）が順次配信された。

## あらすじ

### プロローグ
銀河を航行する移民船団マクロス・フロンティア、ザ・ブーム軍の侵略によってラドリオ星を追われた宇宙船エルシャンク、バイストン・ウェルの聖戦士、三璃紗の覇権をめぐる3人の英雄……それぞれの地で生きる者たちが、等しく同じ声を聞いた。
集え、始まりの場所に―
第二次世界大戦より200年が経過した世界。2年前に地球連邦が成立したことで人々は戦争の危機を乗り越えたかのように見えた。だが連邦を構成する3大国家は今なお陰で権力闘争を繰り広げ、また、人間を同化してしまうフェストゥムの存在など、平和への脅威は依然として絶えることはなかった。
そうした表沙汰にできない災厄の種を秘密裏に葬り去る「地獄の処刑人」、それが傭兵集団UX（アンノウン・エクストライカーズ）である。

### 第1部 IN THE END OF WILD
地球連邦軍に所属するアニエス・ベルジュ（アーニー）とジン・スペンサーは、ノーヴル・ディラン博士が開発した新型機「ライオット」のテストパイロットに選ばれる。2人はテスト中に現れたスクラッグを撃退したことで、連邦軍のグラハム・エーカー少佐を隊長とする異星人迎撃部隊に配属される。一方、UXのリチャードと彼の娘サヤは、地球に飛来したエルシャンクの護衛を請け負うが、ザ・ブームと結託した火星開拓長官ハザードの陰謀で、彼らも危険分子扱いされる。
アーカムシティに現れたエルシャンクやUXとの交戦中、アーニーの機体に搭載された粒子加速炉が暴走をはじめ、被害の拡大を抑えようとしたリチャードによって撃墜される。アーニーが目覚めると、そこは日本のJUDA社で、彼の体には特に異状なくライオットも修理されていた。そのまま原隊復帰するつもりでいた彼は、連邦軍の協力者だったはずのザ・ブームが街を攻撃する光景を目の当たりにし、UXとともにザ・ブームと戦ってしまう。葛藤の後、アーニーはUXで戦うことを決める。リチャードが乗機オルフェスの空間転移能力の負荷で倒れた後、アーニーはオルフェスのパイロットの座を受け継ぎ、サヤのパートナーとなる。
エルシャンクに続いて三璃紗のガンダム型人間やフロンティア船団など、さまざまな並列宇宙からの来訪者が地球に現れ、UXは彼らを仲間に加えていく。しかし偶然と呼ぶにはできすぎた出会いの連続に、彼らは作為的なものを感じずにはいられなかった。
そのころジンは昇進して新たな部隊を率いていたが、死んだと思っていた親友アーニーがUXに与していることを知ると、「裏切り者」と激昂して襲い掛かる。アーニーは誤解を解こうとするが、戦闘中ジンの機体の粒子加速炉も暴走しかけたため、やむなく撃墜する。
ハザードらの工作によって、UXと彼らを支援するJUDA社はテロリスト集団に仕立て上げられる。そのような折、JUDA社と敵対する加藤機関は世界征服を宣言すると、衛星兵器を掌握する。この危機を口実として、ハザードは自分の意のままになる「人類軍」を創設するが、すんでのところでアスラン・ザラによって悪事を暴かれて失脚し、地球連邦政府大統領は自ら依頼者としてオーダーUX-E9で衛星兵器の破壊を既に加藤機関との戦闘に入っていたUXへ正式に依頼。UXによって撃退された加藤機関は世界中の核ミサイルを発射させるが、それもまたUXに破壊され、一連の活躍とマリナ・イスマイールの演説によってテロリストとしての疑いは晴れる。

### 第2部 VAGABOND BLUES
地球連邦政府公認の独立遊撃部隊アルティメット・クロスとして新生したUXは、フロンティア船団を襲う宇宙生物バジュラやブラックロッジ、謎の金属異星体ELSと戦っていく。さらに旧日本帝国軍人だったサコミズが、変わってしまった現在の日本を制圧するためバイストン・ウェルからホウジョウ軍を率いて地上に現れ、事態は混迷の度合いを深めていく。
そうした世界規模の混乱のさなか、生きていたジンがノーヴル博士の娘アユルとともに現れ、アーニーに戦いを挑んでくる。以前のような誤解から生じた憎しみのためではなく、何らかの信念に基づいて行動するジンにアーニーは圧倒されるが、オルフェスとサヤの支援機ライラスが合体して完成したオデュッセアの力でこれを退ける。
連邦軍は北極に集結したフェストゥムの掃討を目的としたヘブンズドア作戦を展開するが、フェストゥムとの相互理解を目指すUXは独自に蒼穹作戦を決行する。人類とフェストゥムの対話が成立したと思ったのもつかの間、連邦軍の核攻撃によってフェストゥムは焼き払われ、和平は幻に終わる。
人類軍の指令に返り咲いたハザードは、東京侵攻をもくろむホウジョウ軍をそそのかしてUXと戦わせる。頑として現在の日本を認めようとしないサコミズだったが、戦闘中に核ミサイルが東京に落とされそうになると、後事をUXの若者たちに託してミサイルを道連れに消える。

### 第3部 SAMEDAY,LIFE TOGETHER
ホウジョウ軍の撤退から3か月が経過した。加藤機関がJUDA社に襲撃をかけてくるが、彼らの真の目的は、月の内部から人類を監視する機械生命ヒトマキナに対抗することにあった。事実が明らかになった今、加藤機関もUXの一員となり、協力してヒトマキナを滅ぼす。
第2次蒼穹作戦の実行によってフェストゥムは人類を理解し、小惑星規模で地球に襲来したELSも、刹那が試みた対話によって、危機に瀕した母星から助けを求めて来ていたことが判明する。ザ・ブーム軍やハザードはついに滅び、彼らやギャラクシー船団に利用されかけたバジュラは解放される。この宇宙に生きるものたちは、姿かたちがどれほど異なっていようと、始まりを同じくする命なのだった。
アーニーとサヤ、ジンとアユルは最後に死力を尽くして戦い、アーニーたちが生き残る。そこへ、サヤとアユルに命を与えた母とも言うべき人物であり、ライオットやオデュッセアの開発者でもあるノーヴルが現れる。彼女の最終兵器を打ち破ったUXは、ノーヴルが来るべき終焉に立ち向かうため彼らの命の力を鍛え上げようとしてきたことを知る。
三璃紗やラドリオ星、ヒトマキナがやってきた人類滅亡後の世界、それらは並列世界などではなく、すべて地球の未来の姿だった。宇宙の歴史は数え切れないほど繰り返し、そのたびに多くの可能性を生んできた。だがその輪廻も無限には続かず、過剰になって飽和した可能性を無に帰するため、女神カリ・ユガが降臨する。すべての可能性をひとつにすることで新しい命の始まりの場所に集ったUXは、カリ・ユガを倒して未来を切り開く。

## 参戦作品

### 一覧
★はシリーズ初参戦作品。Vマークは音声付きシリーズ初参戦作品。
- ★機神咆吼デモンベイン（アニメ版）
- V蒼穹のファフナー
- ★蒼穹のファフナー HEAVEN AND EARTH
- V鉄のラインバレル（原作漫画版）
- ★リーンの翼
- 忍者戦士飛影
- ★『電脳戦機バーチャロン』シリーズ フェイ・イェンHD
- 聖戦士ダンバイン
- 機動戦士ガンダムSEED DESTINY
- ★劇場版 機動戦士ガンダム00 -A wakening of the Trailblazer-
- ★SDガンダム三国伝 BraveBattleWarriors
- ★マジンカイザーSKL
- ★HEROMAN
- 劇場版マクロスF 〜イツワリノウタヒメ〜
- 劇場版マクロスF 〜サヨナラノツバサ〜
- 獣装機攻ダンクーガノヴァ

### 解説
全16作品。その内新規作品は半数の8作品。意外性のある作品が取り入れられており、近い時期に発売された『第2次スーパーロボット大戦Z』や『スーパーロボット大戦Operation Extend』との差別化も考慮され、若い世代向けを意識した作品になっている。
『鉄のラインバレル（原作漫画版）』はキャラクターボイスや使用されているBGMなどの関係で、テレビアニメ版の著作権表記がなされているが、キャラクターやメカのデザイン・ギミックなどの要素を含めて原作漫画基準となっており、原作者がカットイン原画や絵コンテを描いている。なお、原作漫画は本作発売時点では未完結作品であったため、ゲーム中では原作コミック20巻までの内容をカバーしつつ、独自の決着をつけるアレンジが成されている。
『リーンの翼』は『聖戦士ダンバイン』と同じく、異世界バイストン・ウェルを舞台とした作品だが、本作では両作品を別世界として扱っている（元々、両作品にストーリー上の繋がりはない）。
『SDガンダム三国伝 Brave Battle Warriors』の参戦により本シリーズとしては初めて、人間が乗るロボット兵器としてのガンダム作品とガンダムそのものが擬人化されたSDガンダム作品のキャラクターが共演することとなった。また、ゲーム中ではモチーフである『三国志』についても触れられている。
『電脳戦機バーチャロン』シリーズ フェイ・イェンHDは『電脳戦機バーチャロン』と音声合成ソフトウェア「初音ミク」のコラボレーションキャラクターで、イラストおよびアクションフィギュアとして展開された。キャラクター単体が登場作品となることはシリーズ初であり、専用BGMをそのキャラクターが歌っている。セリフは『電脳戦機バーチャロン』シリーズのプロデューサー・亙重郎が書いており、亙らによりシナリオ監修も行われた。

### パッケージ登場機体
- デモンベイン[9]（機神咆吼デモンベイン）
- ラインバレル（鉄のラインバレル）
- YF-29 デュランダル（劇場版マクロスF 〜サヨナラノツバサ〜）
- マークザイン（蒼穹のファフナー）
- ナナジン（リーンの翼）
- ダブルオークアンタ（劇場版 機動戦士ガンダム00 -A wakening of the Trailblazer-）
- ヒーローマン With ジョーイ（HEROMAN）
- ダンクーガノヴァ マックスゴッド（獣装機攻 ダンクーガ ノヴァ）
- 飛影（忍者戦士飛影）
- マジンカイザーSKL（マジンカイザーSKL）
- フェイ・イェンHD（『電脳戦機バーチャロン』シリーズ フェイ・イェンHD）

## システム
ここでは、本作特有のシステムや新規追加・変更されたシステムについて解説する。シリーズ共通のシステムについてはスーパーロボット大戦シリーズのシステムを参照。
『スーパーロボット大戦K』、『スーパーロボット大戦L』のパートナーバトルシステムを採用している他、以下のシステムを新規追加している。
戦術指揮
『第2次スーパーロボット大戦Z』でのゼロの同名特殊能力と異なり、インターミッション画面で任意の指揮官を指定することでその指揮官に応じた特殊能力（サイズ無視、能力値にボーナスなど）を全ユニットに付加することができる。一部の隠し要素のフラグにも関係していることがある。
特殊行動コマンド
一部の機体が有する能力で発動すると、その範囲内の敵ないし味方ユニットに特殊効果を与えることができる。
スキルパーツ
これまで同様パイロットの能力を強化できる消費パーツだが、今回はこれまでの機体強化パーツ同様に参戦作品にちなんだ名称のパーツがいくつか存在する。

### 原作を再現したシステム
飛影の出現と合体（忍者戦士飛影）
本作では飛影の出現は過去に出演した『スーパーロボット大戦COMPACT2』、『スーパーロボット大戦IMPACT』とは異なり、エルシャンク、黒獅子、鳳雷鷹、爆竜のいずれかのHPが50%以下になると登場する。その後黒獅子、鳳雷鷹、爆竜のいずれかのHPが30%以下になると、その機体に飛影が合体する。

## オリジナルキャラクター

### アンノウン・エクストライカーズ/アルティメット・クロス
各国家が共通で持つ傭兵部隊。各国家の首脳がテロや深刻な脅威を見舞われた場合、「オーダ-UX-99」を発信することで出動、それらを殲滅、あるいは現地の戦力で収拾可能なまでに落ち着いた場合撤退する。その行動律と、主力機であるオルフェスの圧倒的な戦闘力から「地獄の処刑人」と呼ばれている。
構成員はリチャードとサヤの他に、元チームDの一員であるエイーダ・ロッサの3名と少ないが、ソレスタルビーイングと協力体制を取り、活動の本拠にプトレマイオス2改を使用しているため、任務地がどこであろうと基本的に支障は発生しない。
アニエス・ベルジュ
声 - 鈴木千尋
主人公。19歳。地球連邦軍所属のパイロットで、階級は少尉。愛称は「アーニー」。真面目だが、人命を第一に考えている。
搭乗機はライオットB→オルフェス。専用BGMは「未来への闘志（ライオットB）」、「闇を斬る影（オルフェス）」、「目覚めるは人の意志（オデュッセア）」。
サヤ・クルーガー
声 - 小林愛
ヒロイン。18歳。傭兵組織アンノウン・エクストライカーズの一員で、指揮官であるリチャードの娘。
その正体は「過去の輪廻」でノーヴルに生み出され、体内に「オデュサイト」という鉱石を宿した人工生命体。彼女が命に目覚めることこそノーヴルの計画の要であった。
搭乗機はライラス。専用BGMは「輝くは命の光」。
リチャード・クルーガー
声 - 小杉十郎太
アンノウン・エクストライカーズの指揮官を務めるベテランの傭兵。30代後半。
「過去の輪廻」の地球でノーヴルと出会い、彼女からオルフェスとライラス、そしてサヤを託される。
不完全なオルフェスの空間転移を多用したため、既に彼の体はボロボロの状態になっていた。
奇械島の決戦において、陽子ジェネレータを暴走させたライオットBをアイアンカイザーに組み付かせ、覚悟を決めたアーニーに機体ごと破壊され死亡した。
搭乗機はオルフェス。専用BGMは「闇を斬る影」。

### 敵勢力
ジン・スペンサー
声 - 松風雅也
アーニーと同じ施設の出身で親友。19歳。地球連邦軍北米方面軍、機動審査大隊に所属するパイロットで、階級は少尉。
士官学校を首席で卒業し、射撃に関しては新人ながらエース級の腕を持つ。上昇志向でプライドが高く、いつか連邦軍のトップガンに上がりつめるという夢を持っている。
ライオットAの爆発に巻き込まれ消息を絶つが、ノーヴルに救出される。そこで出会ったアユルを命に目覚めさせるという使命を背負うことになる。
搭乗機はライオットA→ヴィジャーヤ。専用BGMは「未来への闘志（味方時）」、「誇り高き挑戦者達（敵対時）」。
アユル・ディラン
声 - 野中藍
ノーヴルの娘。「今回の輪廻」でノーヴルに生み出され、サヤと同様に「オデュサイト」を宿す人工生命体。ゲーム後半ではサヤを姉と呼ぶ。
搭乗機はドラウパ。専用BGMは「誇り高き挑戦者達」。
ノーヴル・ディラン
声 - ゆかな
地球連邦軍に所属する軍事技術者で、ライオットシリーズの開発者。
実は記憶を保持したまま輪廻転生を繰り返しており、粒子加速炉の実験事故によってオデュサイトの人の意志に反応する性質や、輪廻を繰り返した宇宙がカリ・ユガにより終焉を迎えることを知る。
宇宙の終焉を回避する方法を探す中で生み出されたのが、オデュサイトを持つサヤやアユルといった人工生命体であり、レプトン・ベクトラーやニュートリノ・ジェネレータを組み込んだ機動兵器であった。
アーニー達はエンディングで彼女がどのような方法で記憶を保持したのか疑問をもっていたが、パーフェクトバイブルによればオデュサイトの性質を利用し、意志だけを未来へ飛ばすことで記憶を保持したことが示唆されている。
搭乗機はアヴァターラ。専用BGMは「誇り高き挑戦者達」。

## オリジナルメカ

### ライオット
地球軍の次期主力機動兵器。アーニーとジンがテストパイロットとして搭乗する。「陽子ジェネレータ」と呼ばれる新型の動力機関を搭載しており、他の機体を遥かに越える性能を持つ。
ライオットtypeB
接近戦仕様で通称ライオットB。Bは「バトラータイプ」の略。陽子ジェネレータのリミッターが設けられていないため、暴走の危険がある。
ライオットtypeA
遠距離戦仕様で通称ライオットA。Aは「アーチャータイプ」の略。typeB同様に陽子ジェネレータのリミッターが無い。
ライオットtypeC
量産仕様で通称ライオットC。Cは「コンポジットタイプ」の略。typeA、B両方のデータを基に扱いやすさを重視している。陽子ジェネレータにはリミッターが設けられた。
ライオットtypeX
通称ライオットX。ノーヴルが別の輪廻で造り上げたと推測され、シルエットは他のライオットと酷似しているが、使用されている技術体系は大きく異なっている。

### 「命の力を体現する」機体
人の意思の力を増幅させる特殊鉱石・オデュサイトを元に作った、粒子加速炉を発展させたシステムを搭載する。
オルフェス
アンノウン・エクストライカーズが保有する機動兵器。「レプトン・ベクトラー」という動力機関を備え、空間転移が可能。ただし、搭乗者の体に大きな負担がかかるため多用はできない。
オデュッセア
ライラスがオルフェスと合体した形態。オルフェスとライラスのレプトン・ベクトラーが完全同調稼働を果たしている。オルフェスとは違い、空間転移しても搭乗者に負担がかからなくなっている。

ライラス
オルフェスの支援用戦闘機。オルフェスと同様にレプトン・ベクトラーを動力としている。
ヴィジャーヤ
第2部以降ジンが搭乗する機動兵器。「ニュートリノ・ジェネレータ」という動力機関を備える。単機でも高い戦闘力を持つが、ドラウパとの連携で真価を発揮する。
ドラウパ
アユルが搭乗する機動兵器。ヴィジャーヤと同じくニュートリノ・ジェネレータが動力機関である。見た目は戦闘機のようであるが、胴体部分を展開すると人型の上半身が現れる。翼下には伸縮するクローアームも備える。
アヴァターラ
ノーヴルが開発、搭乗する機動兵器。ノーヴル自身が得た知識で何度か改修が行われている。

### その他
カリ・ユガ
声 - 松井菜桜子
UXがマスターテリオンとナイアルラトホテップの戦いに勝利した後に現れた、宇宙を終焉に導こうとする存在で今作のラスボス。専用BGMは「ユガの終焉」。
リヴァルナ
カリ・ユガが使役する天使の姿をした小型兵器。

## スタッフ
プロデューサー
宇田歩、渡部隆、寺田貴信、じっぱひとからげ、國政修
ディレクター
赤羽仁
オリジナルメカニックデザイン
寺島慎也、Mがんぢー、露木篤史
オリジナルキャラクターデザイン
Chiyoko
シナリオプロット / チーフシナリオライター
岸本みゆき
シナリオ
中川直人、小林徹也、永井真吾、MAFTY、尾上一等、市原剛
作曲 / 編曲
Dahna、bAsHEE、鶴田勇気、花田雅樹
挿入歌
「LOVE♥14」
作詞 - Meg、瓦重郎 / 作曲 - 小山健太郎 / 編曲 - samfree
「Believe」
作詞・作曲 - 田辺智紗 / 編曲 - Mitchie M
「ln the Blue Sky」
作詞 - 瓦重郎 / 作曲 - 小山健太郎 / 編曲 - samfree

## 関連商品

### 攻略本
- スーパーロボット大戦UX パーフェクトバイブル ISBN 9784047289635

## プロモーション

### テレビCM＆ラジオCM
テレビCM第1弾のナレーションとラジオCMナレーションは、『HEROMAN』の主人公であるジョーイ役の小松未可子が担当している。テレビCM第2弾のナレーションは、『機神咆吼デモンベイン』の大十字九郎役の伊藤健太郎が担当した。

### 初回特典
キャンペーンマップとツメスパがダウンロードできるダウンロードコードが封入されている。

### 6大特典キャンペーン
本作の発売を記念して、バンダイチャンネルと連動した6大特典キャンペーンが2013年2月5日から3月31日まで実施された。
1. 『劇場版 機動戦士ガンダム00 -A wakening of the Trailblazer-』、『劇場版マクロスF 〜イツワリノウタヒメ〜』、『劇場版マクロスF 〜サヨナラノツバサ〜』が週末限定で視聴無料（バンダイチャンネル会員限定）
2. 『鉄のラインバレル』、『蒼穹のファフナー』、『リーンの翼』、『聖戦士ダンバイン』、『機動戦士ガンダムSEED DESTINY』、『SDガンダム三国伝 BraveBattleWarriors』、『マジンカイザーSKL』が全話無料で視聴可能（バンダイチャンネル会員限定）
3. 『機神咆吼デモンベイン』（第1話から第5話）、『HEROMAN』（第1話から第11話）が複数話無料で視聴可能（バンダイチャンネル会員限定）
4. 第2弾プロモーションムービーの先行視聴（バンダイチャンネル会員限定）
5. 「ニンテンドー3DS LL」、「ニンテンドー3DS LL スーパーロボット大戦UXパック」が当たるプレゼントキャンペーンに応募可能（スーパーロボット大戦公式サイト会員限定）
6. ツメスパが遊べるようになるダウンロードコードを入手可能（スーパーロボット大戦公式サイト会員限定）[20]

### 発売記念プレゼントキャンペーン
本作の発売を記念して、スーパーロボット大戦公式サイトプレミアムメンバーズクラブの無料会員に、キャンペーン限定ツメスパが遊べるようになるダウンロードコード、および『スーパーロボット大戦Card Chronicle』で「BP 回復剤（小）」×20個が入手できるシリアルコードが配布された。また『スーパーロボット大戦Card Chronicle』ゲーム内でも、発売を記念したキャンペーンページにて「BP回復アイテム（小）」×10個が配布された。